# Entrepreneur
Entrepreneur es una revista estadounidense que ofrece noticias sobre iniciativa empresarial, gestión de pequeñas empresas y negocios en general. La revista se publicó por primera vez en 1977. Es publicada por la compañía Entrepreneur Media Inc. con sede en Irvine, California, y produce diez ediciones al año, disponibles por suscripción y en los quioscos de periódicos. Se publica bajo licencia internacional en México, Rusia, India, Hungría, Filipinas, Sudáfrica y otros países. Su editor en jefe es Jason Feifer y su propietario es Peter Shea.

## Historia
Cada año desde 1979, Entrepreneur ha publicado una lista de las 500 principales compañías de franquicia, basada en un proceso de presentación y revisión. La revista también ha publicado muchas otras listas y premios. En 1996 publicó su sitio web, Entrepreneur.com, que se amplió para incluir artículos, concursos y otras publicaciones.